# Bruno Harms
Bruno Harms (* 23. März 1890 in Berlin; † 1. August 1967 ebenda) war ein deutscher Hygieniker.

## Leben
Bruno Harms studierte 1908 bis 1912 Biologie in Berlin und wurde mit einer Dissertation über Insekten promoviert. Anschließend studierte er Medizin und wurde mit der Arbeit Die Ursachen des Sitzenbleibens bei Schulkindern promoviert. 1922 wurde er Stadtarzt in Tiergarten. 1933 wurde er als Leiter des Gesundheitsamtes Tiergarten abgesetzt, die Gründe sind nicht bekannt, und betrieb eine Privatpraxis. Im Jahr 1941 wurde er als Oberstabsarzt beim Heer einberufen. Nach dem Zweiten Weltkrieg war er von Juli 1946 bis Dezember 1948 Stadtrat für Gesundheitswesen im Magistrat von Berlin. Von 1949 bis 1953 war er Präsident des Robert-Koch-Instituts, trat aber 1953 vorzeitig zurück. 1965 erhielt er das Große Bundesverdienstkreuz.

## Schriften (Auswahl)
- Die gegenwärtige und künftige Gestaltung der sozialen Krankenhausfürsorge, in: Archiv für Soziale Hygiene und Demographie 2 (1926) S. 70–72.
- Leonhard Thurneysser in Berlin. Leben und Wirken. In: Jahrbuch des Vereins für die Geschichte Berlins, Berlin 1962, S. 28–49.